# Bélmez de la Moraleda (kommunhuvudort)
Bélmez de la Moraleda är en kommunhuvudort i Spanien.   Den ligger i provinsen Provincia de Jaén och regionen Andalusien, i den södra delen av landet, 300 km söder om huvudstaden Madrid. Bélmez de la Moraleda ligger 869 meter över havet och antalet invånare är 1 859.
Terrängen runt Bélmez de la Moraleda är huvudsakligen kuperad, men åt nordväst är den bergig. Runt Bélmez de la Moraleda är det ganska glesbefolkat, med 23 invånare per kvadratkilometer. Närmaste större samhälle är Huelma, 10,9 km sydväst om Bélmez de la Moraleda. Trakten runt Bélmez de la Moraleda består till största delen av jordbruksmark.